# Apollo–1
Az Apollo–1, vagy eredeti NASA jelölése szerint AS–204 volt az Apollo-program első olyan küldetése, amelyen a fedélzeten embereket küldtek volna a világűrbe. Az 1967. február 21. napjára tervezett startra végül nem került sor, mert 1967. január 27-én egy startszimulációs teszt során az űrhajó kabinjában tűz ütött ki, melynek során Gus Grissom parancsnok, Ed White, a parancsnoki modul pilótája és Roger Chaffee holdkomppilóta az életüket vesztették.
A korábban John F. Kennedy elnök által bejelentett program a Holdra szállást célozta meg minél előbb, de lehetőség szerint a Szovjetuniót megelőzve. Ehhez a NASA kialakított és elfogadott egy koncepciót, majd a koncepcióhoz illesztve egy egymásra épülő műveleti sorrendet, amellyel repülésről repülésre fejlődve elérhetik a Holdat. Ennek a sorban egymás után következő repüléssorozatnak lett volna az első eleme az újonnan fejlesztett Apollo űrhajó berepülése.
A tervek szerint – és némileg a sietség jegyében – az Apollo űrhajó (CSM) fejlesztését két szakaszra osztották, az első szakaszban Block I jelöléssel egy olyan űrhajó jött volna létre, amely még nem rendelkezett volna minden olyan berendezéssel, ami a Holdhoz való eljutáshoz szükséges (az csak a későbbi, Block II jelölésű űrhajó tudta volna), ám Föld körüli pályán alkalmas lett volna a konstrukció kipróbálására. Korábban AS–201 és AS–202 jelzéssel végrehajtották már az újonnan fejlesztett űrhajó próbáit ember nélkül, automata üzemmódban, a következő lépcső lett volna, hogy emberek is legyenek a fedélzeten. Az első starthoz azonban sorozatos tesztekre, startelőkészületekre volt szükség, amelyek biztosan haladtak az 1967 februárjára tervezett éles start felé.
Deke Slayton, a NASA repülőszemélyzetért felelős vezetője már egy évvel korábban, 1966 januárjában kijelölte a leendő legénységet, Gus Grissom parancsnok, Ed White, a parancsnoki modul pilótája és Donn Eisele személyében, akit később egy szerencsétlen baleset miatt Roger Chaffee-re cserélt le a személyzeti főnök. Ez a trió volt kirendelve az űrhajót gyártó North Americanhez, hogy a gyártást felügyeljék a NASA oldaláról, majd az ő feladatuk volt, hogy az űrrepülést megelőző teszteken is részt vegyenek. Egy ilyen tesztnek ígérkezett 1967. január 27-én egy ún. „csatlakozók ki” (plugs out) startszimuláció is, amikor azt akarták letesztelni, hogy amikor leválasztják az indítóállás energiaforrásairól, a saját akkumulátoraira és rendszereire támaszkodva hogyan működik az űrhajó.
A teszt délután 13:00:00-kor (18:00:00 UTC) kezdődött, és különböző problémák miatt lassan haladt. A legmakacsabb egy kommunikációs probléma volt, az űrhajó személyzete és a néhány épületnyire ülő földi irányítás akadozva, rosszul hallotta egymást a rádión. A technikusok éppen elhárították a hibát, amikor az űrhajóból zavarodott, kétségbeesett adás érkezett, az űrhajósok tüzet észleltek a kabinban. A tűz villámgyorsan terjedt el, kirobbantva az űrhajó oldalát, majd a lassú mentés miatt megölve az űrhajóban rekedt űrhajósokat.
A NASA átfogó baleseti kivizsgálásba kezdett, amelyhez felállították a Floyd F. Thompson vezette vizsgálóbizottságot. A vizsgálók megállapították, hogy a perdöntő hiba az volt, hogy az addig sikerrel alkalmazott tiszta oxigén kabinlégkört alkalmazták az űrhajónál – ráadásul túlnyomáson –, amely rendkívüli mértékben megnövelte a tűzveszélyt, karöltve a hibásan megválasztott, gyúlékony anyagokkal. Ezen kívül még egy tervezési hiba súlyosbította a helyzetet, a kabinajtó tervezésénél szakítottak a korábbi gyakorlattal, és egy befelé nyíló, három részből álló bonyolult szerkezetet építettek be. A tűz során megemelkedett belső nyomás olyan erővel préselte a befelé nyíló ajtót, hogy képtelenség volt kinyitni. A helyszínre érkező mentőcsapatnak is hosszú percekbe tellett kinyitni, amikor már késő volt, az űrhajósok életét nem sikerült megmenteni. Ezen felül számos gyártási hibát, pontatlanságot találtak mind a vizsgálat kedvéért teljesen szétszerelt űrhajóban, mind a folyamatokban, felvetve a gyártó North American felelősségét is. A vizsgálat megállapította, hogy az űrhajósok halálát nem a tűz okozta, hanem az átégett légzőcsöveken, vagy a szintén végzetesen megsérült űrruhákon keresztül beáramló mérgező gázok belélegzése.
A belső vizsgálat mellett – politikai oldalról – külső, szenátusi vizsgálatok is folytak. Ezek nyomán mind a NASA-nál, mind a North Americannél szervezeti, személyi, gyártási folyamatbeli és az irányítási gyakorlaton belüli változások mentek végbe. Magát az űrhajót is átalakították. Más oxigén-nitrogén kabinlégkört alkalmaztak, a gyúlékony anyagokat száműzték a kabinból, lecserélték a kabinajtót is, illetve számos további változtatást eszközöltek. Megszüntették az űrhajó Block I és Block II sorozatra való felosztását is, és a folyamat végén egyetlen Apollo űrhajótípus jött létre, amelynek a szűzfelszállását aztán az Apollo–7-en Wally Schirra, Donn Eisele és Walt Cunningham végezte el, bő másfél évvel a katasztrófát követően.

## Személyzet
| Beosztás                 | Űrhajós                     | Űrhajós                     |
| ------------------------ | --------------------------- | --------------------------- |
| Parancsnok               | Gus Grissom (2) űrrepülés   | Gus Grissom (2) űrrepülés   |
| Parancsnokiegység-pilóta | Ed White (1) űrrepülés      | Ed White (1) űrrepülés      |
| Holdkomppilóta           | Roger Chaffee (0) űrrepülés | Roger Chaffee (0) űrrepülés |

### Tartalék személyzet

#### Eredeti legénység
| Beosztás                 | Űrhajós                         | Űrhajós                         |
| ------------------------ | ------------------------------- | ------------------------------- |
| Parancsnok               | Jim McDivitt (2) űrrepülés      | Jim McDivitt (2) űrrepülés      |
| Parancsnokiegység-pilóta | Dave Scott (3) űrrepülés        | Dave Scott (3) űrrepülés        |
| Holdkomppilóta           | Rusty Schweickart (1) űrrepülés | Rusty Schweickart (1) űrrepülés |

#### Cserelegénység
| Beosztás                 | Űrhajós                       | Űrhajós                       |
| ------------------------ | ----------------------------- | ----------------------------- |
| Parancsnok               | Wally Schirra (3) űrrepülés   | Wally Schirra (3) űrrepülés   |
| Parancsnokiegység-pilóta | Donn Eisele (3) űrrepülés     | Donn Eisele (3) űrrepülés     |
| Holdkomppilóta           | Walt Cunningham (1) űrrepülés | Walt Cunningham (1) űrrepülés |

(zárójelben a személyenként elvégzett űrrepülések száma, beleértve ezt a missziót is)

## Előzmények

### Az Apollo-program kezdetei
Az Egyesült Államok komoly lemaradásban volt az űrversenyben 1957-től, a Szputnyik–1 felbocsátásától kezdve, amely politikai válság tovább mélyült, amikor a Vosztok–1 fedélzetén a világ első űrhajósát, Jurij Gagarint is a Szovjetunió juttatta fel az űrbe. A vesztésre álló USA elnöke, John F. Kennedy a helyzet megváltoztatása és országa politikai presztízsének helyreállítása érdekében – tanácsadói által kidolgozott lehetőségek közül választva – egy merész tervvel állt elő, melynek célkitűzéséről úgy vélte, nehézségében és bátorságában messze megelőzi a szovjet teljesítményeket, mintegy anullálja azokat. Ez a cél a Holdra szállás volt, méghozzá 9 éven belül. Kennedy ennek érdekében 1961 májusában életre hívta az Apollo-programot, és célul tűzte ki a NASA elé a Hold emberekkel való elérését.
A NASA kidolgozta a program elméleti végrehajtásának módját. Előbb a Holdra szállás koncepcióját határozták meg. Legelőször egy egyszerű, ám gigantikus erőforrásokat igényló terv, az úgynevezett „direkt leszállás” koncepciója merült fel, amelyben egy gigantikus űrhajó repült volna a Holdra, ott leszállt volna, majd a tudományos feladat végeztével ismét felszállt volna a holdfelszínről és hazatért volna a Földre. A koncepció több száz tonnányi űrhajó, hajtóanyag, felszerelés Holdra juttatásával számolt abban az időben, amikor a NASA még egy másfél tonnás Mercury űrhajót sem tudott Föld körüli pályára állítani. A tervezők hamar ráébredtek, hogy a tömeg a kulcsa a sikernek, ezért olyan megoldást kerestek tovább, amely csökkentette a feljuttatandó eszközök tömegét. A második koncepció, az úgynevezett „randevú Föld körüli pályán” elképzelés az alap problémán nem változtatott, csak csomagokra bontotta a feljuttatandó tömeget, és ezeket az űrhajó részegységeket, üzemanyagtartályokat, felszerelés tartókat csomagonként bocsátotta volna fel Föld körüli pályára, ahol összedokkolták volna, majd a szerelvény így indulhatott volna útnak. A harmadik lépcsős elképzelés találta meg azt a megoldást, amely a feljuttatandó tömegre is megoldást adott, felismerve, hogy a mozgatandó tömeg kulcskérdése az üzemanyag. Az úgynevezett Hold körüli pályán végrehajtott randevú (vagy más néven LOR – Lunar Orbit Rendezvous) elképzelés szerint két űrhajóra van szükség, az egyik megteszi a Föld és Hold közötti utat, a másiknak pedig csak a Holdon kell leszállni, majd onnan felszállni. Ezzel megtakarították az üzemanyag jelentős részét és az annak tárolásához szükséges űrhajószerkezet tömegét (ha nem az egész űrhajórendszert kell lejuttatni a holdfelszínre, csak egy kicsi, specializált részét, akkor azzal takarítható meg a le- és visszajuttatáshoz szükséges hajtóanyag tömege). Ennek a verziónak is voltak kockázatai, ám elfogadásával végül kijelölte az űrhajó- és rakétafejlesztés útját. Eszerint kellett egy nagy, de még a tervezhetőség és fejleszthetőség (valamint a finanszírozhatóság) korlátain belül levő hordozórakéta, kellett egy nagyobb a Föld-Hold között oda-vissza közlekedő, majd a Földre visszatérni képes űrhajó és egy kicsi, a Holdra leszállni képes holdkomp.
A koncepció kiválasztását követően a NASA felállított egy követendő műveleti sorrendet, amellyel majd el akart jutni a Holdra. A műveleti sorrend küldetéstípusokba sorolta az egyes felszállásokat, és betűkkel jelölte az egymásra épülő előre haladásukat. Eszerint az A repülés lett volna a nagyobb, parancsnoki űrhajó személyzet nélküli kipróbálása, majd a B lett volna a holdkomp ugyanilyen, automata üzemmódban végzett próbarepülése. Amennyiben ezek sikerrel jártak, következhetett volna a C repülés, a parancsnoki és műszaki egység személyzettel való szűzrepülése. Az oroszokkal való versenyfutás miatt a NASA változtatott a C repülés forgatókönyvén, hogy időt nyerjen: az első próbán a Holdra szálláshoz szükséges képességekre nem volt szükség az anyaűrhajó esetében, illetve a nagy holdrakétára sem volt szükség egy Föld körüli pályán történő kipróbáláshoz, ezért úgy tervezték, hogy a parancsnoki űrhajót két gyártási sorozatba sorolják. Az első sorozat, az úgynevezett Block I űrhajók képesek voltak az űrrepülésre, de számos rendszert még nem építettek volna beléjük, és csak Föld körüli pályán repült volna a személyzet nélküli teszteken és két személyzetes repülésen, majd ezek helyét átvette volna a második gyártási sorozat, az úgynevezett Block II űrhajó, amely már teljes felszerelésű, teljes képességű űrhajó volt. Ennek az űrhajónak a feljuttatására pedig elegendő volt a már készen álló Saturn IB rakéta is.

### Repülési tervek, előkészületek
A program kezdetén, mivel a NASA-nak nem voltak még erre vonatkozó tapasztalatai, viszonylag szövevényes és dinamikusan változó tervek álltak rendelkezésre, hogyan fogja az űrhivatal a koncepcióban szereplő, egymásra épülő repüléseket teljesíteni. Ezekre leginkább a legénységi jelölések szolgáltak útmutatásul. Deke Slayton, a legénységekért felelő NASA igazgató három személyzetet jelölt meg az első próbákhoz. Egyet a Block I. űrhajó első próbarepülésére, egyet (némileg a Mercury tapasztalatokra építve, amikor az egyes repüléseket később megismételték, hogy bizonyítsák a képesség biztos birtoklását) a teszt megismétlésére, majd a harmadikat a Block II. űrhajó berepülésére. Így a tervekben szereplő C típusú repülés igazából három különálló repülést is takart.

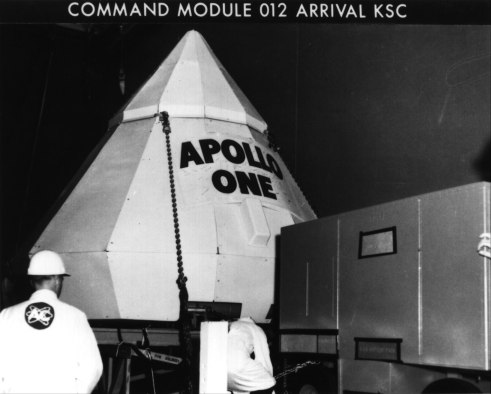
Az APOLLO EGY feliratú CSM–012 Block I parancsnoki űrhajó megérkezik Cape Canaveralre

A NASA ekkor még a későbbitől eltérő nomenklatúrát használt, az első repülésnek az AS–204 jelet adta, a másodiknak pedig az AS–205-öst. További repülések is kaptak jelet, a holdkomp ember nélküli repülése (a voltaképpeni B típusú repülés) az AS–206-ost és így tovább. Az űrhajó gyártója, a North American Aviation pedig 1966. augusztus 26-án leszállította az első teljes körűen működőképes Block I sorozatú űrhajót, a CSM–012-est, amely nem rendelkezett a holdkomphoz való dokkoláshoz szükséges dokkolószerkezettel. Az űrhajó és a rakéta végszerelésére Cape Canaveralen került sor, ám a megérkezésekor még messze nem számítottak kész eszköznek. A szerelés során még 113 javítást, változtatást kellett eszközölni rajtuk, de további 623 változtatás is folyamatban volt éppen. A legtöbb kritika – elsősorban a gyártást már a North American kaliforniai gyártóhelyén is megfigyelő legénység részéréről – a széles körben alkalmazott gyúlékony anyagokat érte. A gyártó rengeteg műanyagot és Velcro nevű tépőzárat alkalmazott. Az űrhajó gyártását, előkészítését szorosan figyelő űrhajósok ezt szóvá is tették Joe Shea igazgatónak, aki az Apollo Programiroda vezetője – lényegében a NASA-n belül a holdprogram projektvezetője – volt. Az igazgató az észrevételeket egy utasítás formájában továbbította a North Americannek azzal, hogy távolítsák el a gyúlékony anyagokat az űrkabinból, ám erre az idő rövidsége, a folyamatok bonyolultsága és az ellenőrzési rendszer hiányosságai miatt nem került sor.
Még 1966 márciusában felvetődött egy lehetőség, hogy az új Block I Apollo űrhajó randevúzzon a világűrben az utolsóként felbocsátott Gemini űrhajóval a Gemini–12 repülés során, 1966 novemberében. Ám az Apollo űrhajó előkészületeinek csúszása miatt egyre nyilvánvalóbbá vált, hogy ez a menetrend nem lesz tartható, sőt további időt igényel a két program űrhajói közötti kompatibilitás megvalósítása. Az ötletet elvetették, ám ekkor jelölték ki az AS–204 lehetséges startdátumát, 1967. február 21-re. 
A Cape Canaveralre leszállított és minden nagyobb módosításon sikerrel túlesett CSM–12-est beszállították a NASA magassági kamrájába, ahol 1966. december 30-án egy tesztre került sor vákuumos körülmények között. A legénység ezúttal a Schirra–Eisele–Cunningham trió volt. Ezzel a teszttel az eszköz űrbeli alkalmasságát ellenőrizték, ami a tömítések légmentességének ellenőrzése volt. A tesztet eredményesnek ítélték, és a legénység nem fogalmazott meg negatív véleményt az űrhajóval kapcsolatban, bár Schirra később visszaemlékezéseiben azt állította, hogy érzett valami kellemetlenséget, és erre figyelmeztette is Grissomot.
A tesztet követően 1967. január 3-án az űrhajót kiszerelték a magassági kamra állványzatából, és átszállították a 34-es indítóállásba, ahol felszerelték a Saturn IB rakétára az elkövetkezendő további tesztekhez és végső soron majd a későbbi starthoz. A soron következő nagyobb teszt az úgynevezett „csatlakozók ki” (plugs out) teszt volt, amelyben azt vizsgálták volna a mérnökök, hogy ha szimulálják azt a helyzetet, amikor az űrhajótól eltávolítják a külső energiaforrásokat, és csak a belső akkumulátorokra (illetve majd később üzemanyagcellákra) támaszkodhat, akkor is működőképes-e a rendszer. A besorolás szerint ez nem számított veszélyes tesztnek, mivel sem hajtó-, sem oxidáló anyaggal nem volt feltöltve a rakéta, valamint a repülés egyes fázisaiban működésbe lépő piropatronos robbanótöltetek sem voltak behelyezve.

### Legénységválasztás
Az első Apollo-repülés (még AS–204-es jelzéssel) legénységét 1966 januárjában nevezte meg Deke Slayton, a NASA személyzeti ügyekért felelős vezetője. Eszerint Gus Grissom lett volna a parancsnok, Ed White lett volna a parancsnoki egység pilótája és az újonc Donn Eisele a holdkomppilóta (illetve holdkomp híján afféle mindenes fedélzeti mérnök). Azonban kicsit később Eisele-t baleset érte a NASA KC–135-ös repülőgépén gyakorlás közben, amikor parabolapályán repülve a súlytalanságot szimulálták. A szimulációk során kb. fél percre sikerült a súlytalanságot földi körülmények között előállítani, és a NASA ezt a módot használta gyakorlásra az űrhajósjelöltek számára. Eisele az egyik gyakorlás közben, amikor a súlytalanság hirtelen megszűnik, a vállára esett, és az egyik csontja elmozdult, amely műtéti beavatkozást igényelt. Slayton ekkor lecserélte Eisele-t Roger Chaffeere, aki szintén újonc volt, így az 1966. március 21-i bejelentéskor már az új trió alkotta felállást ismerhette meg a közvélemény.
Tartalék legénységként a Jim McDivitt parancsnok, Dave Scott parancsnokiegység-pilóta és Rusty Schweickart triót jelölte eredetileg a személyzeti főnök, ám a program kezdetén a repülések és az arra jelölt legénységek személyi összetétele elég képlékenyek voltak, és 1966 decemberében, amikor törölték az AS–204 megismételt Block I repülését és felszabadult a legénysége is, megváltozott a tartalék legénység. Slayton az eredetileg megnevezett hármast Wally Schirra parancsnokra, Donn Eisele parancsnoki pilótára és Walt Cunningham holdkomppilótára cserélte ki. Tette ezt azért, mert a McDivitt féle legénység rengeteg tapasztalatot szerzett már a készülő holdkompon, és mindenképpen őket akarta annak első repülésére tartogatni. A McDivitt–Scott–Schweickart triót ki is jelölték az első Block II repülésre, amely az AS–258 jelzést kapta a korábbi AS–205-ről, mivel annak rakétáját más repülésre tették át. Ők azonnal Downey-ba, a North American kaliforniai telephelyére költöztek át, hogy átvegyék a az első Block II űrhajót, a CSM–101-t. Emellett megnevezték a harmadik repülés – egy közepes magasságú Föld körüli pályán történő repülés –, az AS–207 legénységét is, Frank Borman parancsnok, Michael Collins parancsnoki pilóta és Bill Anders holdkomppilóta személyében.

## A baleset

### A teszt

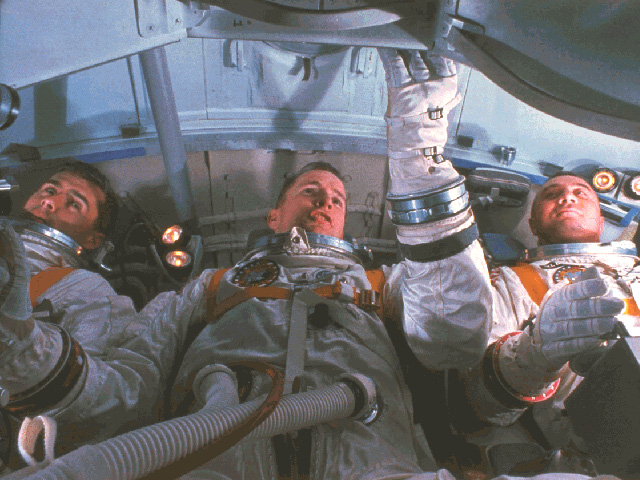
Az Apollo–1 személyzete egy korábbi, 1967. január 19-i teszt során

Az úgynevezett „csatlakozók-ki” teszt (plugs-out) lényegében egy száraz (azaz üzemanyagfeltöltés nélküli) startszimuláció volt, amelyben a mérnökök képet kaphattak az űrhajó működéséről saját belső energiaforrásokra támaszkodva (leszámítva az üzemanyagcellákat, mivel azok oxigénnel és hidrogénnel való feltöltése sem történt meg), emellett a teljes irányítóközpont, valamint az űrhajósok is gyakorlási lehetőséget kaptak. A legénység floridai idő szerint 13:00-kor (18:00 UTC) érkezett az űrhajóhoz, teljesen szkafanderbe öltözve, majd megkezdődött a beszállítási procedúra, amelyben csatlakoztatták őket az űrhajó kommunikációs és oxigénellátó rendszereihez. A csatlakoztatás közben Grissom azonnal érzékelt egy furcsa, az oxigénrendszerből eredő szagot, amely a savanyú tejre emlékeztette őt. A probléma elhárítása miatt a visszaszámlálást megszakították 13:20-kor. A torony személyzete levegőmintákat vett, majd miután nem találtak semmilyen okot a szagra, a visszaszámlálás újra indult 14:42-kor (később a baleset kivizsgálásakor kizárták, hogy a szagnak köze lett volna a tragédiához).
A visszaszámlálás újraindítása után a kabinajtó zárása következett. Az ajtó három különálló részből állt: egy befelé nyíló belső ajtóból, egy zsanérokon nyíló külső ajtóból, amely a kabin hőpajzsának is része volt és egy külső borítólemezből, amely pedig a rakéta külső védőborításának volt a része, amely az egész űrhajót védte a súrlódás által keltett hőtől a felbocsátás ideje alatt és amelyet a kellő magasságba érve leválasztottak. Ez utóbbi ideiglenesen volt csak felhelyezve és plusz kábelezéssel is ellátva, hogy szimulálni tudják a belső áramellátást. Miután az ajtót zárták, és a légmentességet biztosították, elkezdték a kabinlégkört 115 kPa (16,7 psi) nyomású tiszta oxigénre cserélni, 14 kPa-lal magasabb nyomáson, mint a külső légnyomás.
A tesztet folyamatos kommunikációs problémák zavarták meg. Gus Grissom egy úgynevezett open-mikrofont használt, azaz az irányítás minden hangot hallott, még akár azt is, amelyet az űrhajósok nem nekik szántak. A hibák miatti elégedetlenség nőttön-nőtt a kabinban, amelyet az űrhajósok mozgásának közvetett megfigyeléséből (amire például a növekvő oxigénfelhasználásból vagy akár az ominózus mikrofonon beszűrődő zajokból lehetett következtetni) azonosított az irányítás, és amely végül Grissom tisztán hallható mondatában csúcsosodott ki: „Jézusom! Hogy akarunk mi a Holdra jutni, ha már két-három épület között is gondot jelent a beszélgetés?” (A rádiójelek a pár száz méterre levő Műveleti és Irányítási Épületbe futottak be). 17:40-kor ismét elrendelték a visszaszámlálás megszakítását, hogy a kommunikációs problémát elhárítsák. A problémák látszólag megoldódtak 18:20-ra, de a visszaszámlálást még 18:30-kor sem indították újra.

### A tragédia

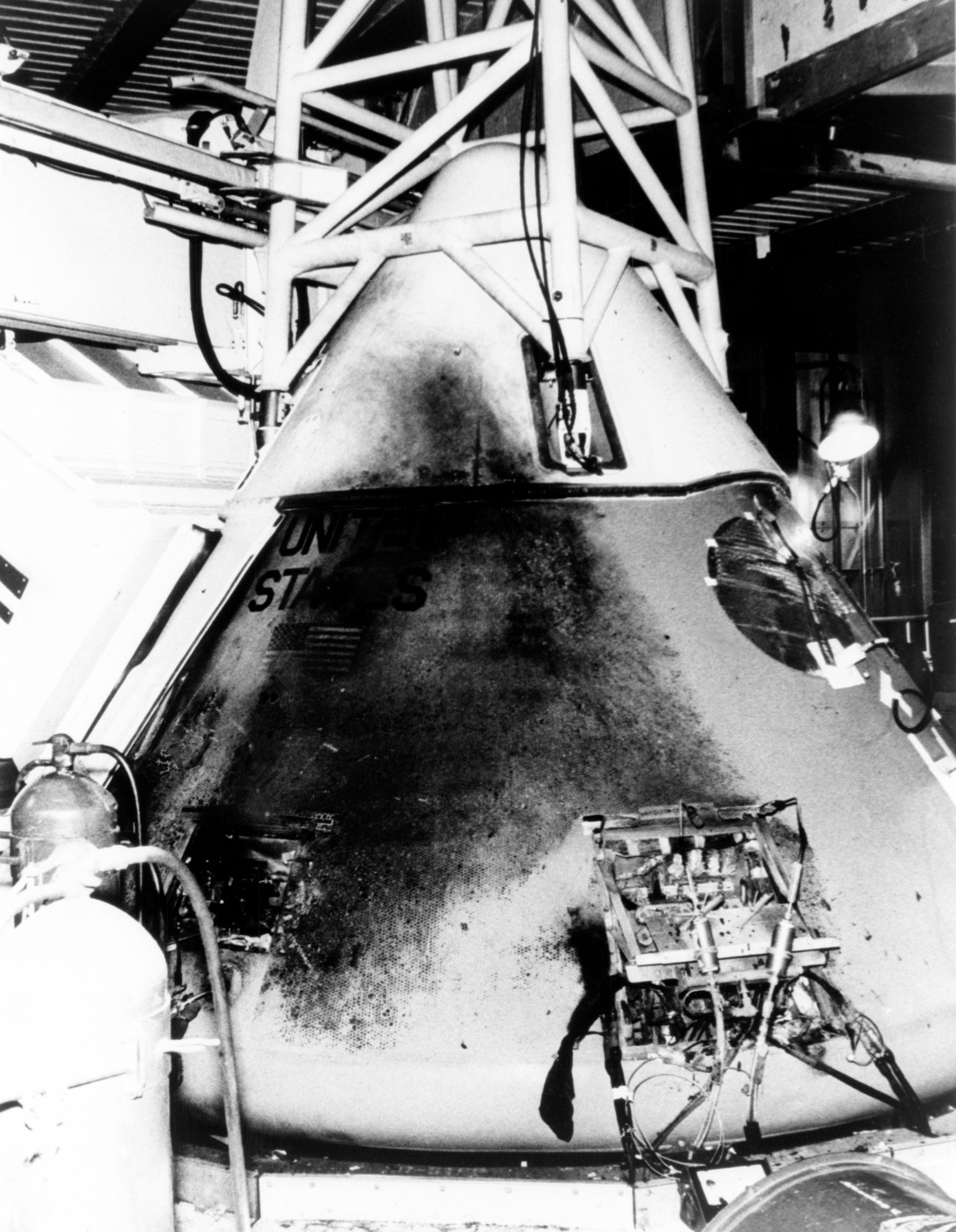
Az Apollo–1 elfeketedett kabinja, amelyet a tűz során keletkezett korom szennyezett be

Az űrhajósok hasznosan kívánták eltölteni a várakozás perceit, ezért nekiláttak, hogy újra végigmenjenek az ellenőrzőlistán. Az irányítás számára a problémát egy elektromos jelzés jelezte, a 2-es főáramelosztón megemelkedett a feszültség. Kilenc másodperc múltán, 18:31:04,7-kor egy kiáltás harsant a rádióban: „Hé! Tűz van!” (az elemzők szerint Grissomé volt a hang, majd másodpercekig fura, elmosódott hangok jöttek Grissom mikrofonjából. Grissom első felkiáltásához képest szinte azonnal, 18:31:06,2-kor egy másik hang (a későbbi hanglaboratóriumi elemzések szerint Chaffee) is kiabálva jelentett: „Tűz van a kabinban!”. Ezt 6,8 másodperc döbbent csend követte, amikor zavaros, alig érthető rádiójel érkezett ismét (amelyet zavarossága és szakadozottsága miatt többen, többféleképpen értettek):
- „A többiek tűzzel küzdenek… Engedjetek ki… Nyissátok ki…”
- „Tűzzel küzdünk… Engedjetek ki… Meg fogunk égni…”
- „Tüzet jelentek… Ki akarunk szállni…”

A rádiókapcsolat mindössze 5 másodpercig tartott, és egy fájdalmas kiáltással zárult. Közben a kabinajtóra állított kamerán is látszott, ahogy a kabinon belül lángok világítják meg a belső teret, és egy kéz (nyilvánvalóan az ajtó alatt ülő White keze) az ajtónyitót feszegeti. A lángok a tiszta oxigén által táplálva rövid idő alatt nagyon intenzívvé váltak, és a kabin belső nyomását az első rádióüzenethez képest 15 másodperc múltán közel a duplájára, 200 kPa-ra emelték. Ettől a kabin belső fala robbanásszerű hanggal megrepedt. Ezen a résen füst és mérgező gázok szöktek ki, az indítótorony két szintjét is elárasztva.
Az indítóállás helyszínen tartózkodó személyzete azonnal elkezdte a mentést, amelyet nehezített, hogy a rendelkezésre álló maszkok nem voltak hatásosak a sűrű füst ellen (inkább csak a mérgező gázokra tervezték őket) ráadásul az intenzív hő is nehezítette a munkát. Tovább bonyolították a helyzetet azok a félelmek, hogy az űrhajó esetleg felrobbanhat, illetve a kabin tetején elhelyezkedő mentőtorony hajtóműveinek szilárd hajtóanyaga begyullad, amely minden bizonnyal megölte volna az ott dolgozókat, az indítóállásban pedig jelentős károkat okozott volna.
A kabinfal repedésével a tűz egy újabb fázisába jutott, a repedés egyfajta kéményként funkcionált, és az égéstermék gyors áramlásba kezdett a kabinban, lényegében mindenhová elterjedve. Ezt a fázist pedig hamar követte egy harmadik szakasz, amikor a nyíláson kifelé kezdett terjedni a tűz a kabin oldalán, és ekkor elfogyott az éltető oxigén, helyét a légköri oxigén vette át, amely már nem biztosított olyan tökéletes égést, és nagy mennyiségű szén-monoxid, illetve sűrű füst kezdett keletkezni. Egy idő után – nem lévén további éghető anyag – a tűz lényegében magától kialudt.

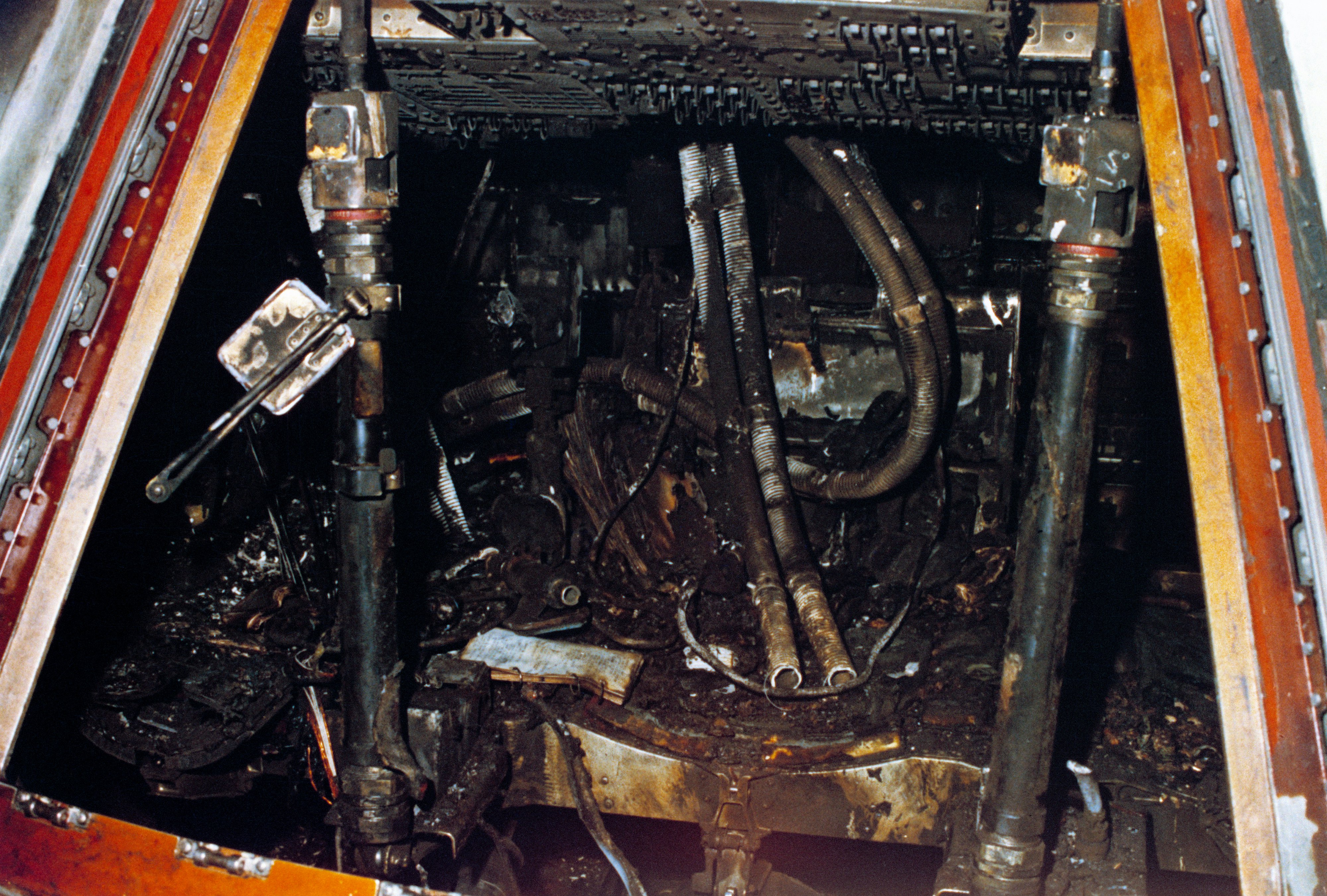
Az Apollo–1 kabinja a baleset után

A mentőcsapatnak a tűz csitulása után öt percbe tellett, mire végre sikerült kinyitni a kabinajtót. A belső, befelé nyíló ajtót csak félredobták oldalra – a normál metódus szerint a nyílás alatt a padlóra kellett volna tenni –, majd a füsttel teljesen megtelt kabinban a mentéssel meg kellett várni, míg az eloszlik, bár abból, hogy semmiféle mozgást nem tapasztaltak, a legrosszabbra lehetett már következtetni, amitől tartottak. Amikor a füst eloszlott, a mentőalakulat megtalálhatta a holttesteket is. Időközben az első magasabb rangú NASA vezető, Deke Slayton is a helyszínre érkezett. Slaytont teljesen lesújtotta a látvány. Egy későbbi meghallgatáson a következőket mondta Grissom és White testéről: „Nagyon nehéz lenne elmagyaráznom a két test helyzetét. Valahogy egymásba voltak gabalyodva, és nem tudtam megmondani melyik fej melyik testhez tartozik. Szerintem az egyetlen dolog, ami nyilvánvaló volt, hogy a mindkét test a kabinajtó alsó szélénél volt található. Nem voltak az üléseikben”. A tanúk a baleseti kivizsgáláskor kissé másként összegezték a látottakat. Amikor a füst eloszlott, azt látták, hogy az űrhajósok testét nem lehet megmozdítani. Az űrruhájukból kiolvadt nylon odatapadt az űrhajó alkatrészeihez, és le kellett fejteni, hogy az űrruha viselőjét ki lehessen szabadítani, illetve az életfenntartó rendszer oxigén- és hűtőrendszerének csövei is az űrhajóhoz csatolták őket. Grissom láthatóan kicsatolta magát az üléséből, és végül a padlóra rogyott, ott találták meg. White biztonsági övei átégtek, ő maga félig az ülésben ülve, abból oldalra kilógva lelte halálát, közvetlenül az ajtó alatt (nyilván végig az ajtó kinyitásán fáradozott, mielőtt a halál érte). Az ajtó konstrukciója miatt a nyitásra kivételes fizikai képességei ellenére sem volt semmi esélye, az ajtó befelé nyílt, de a drasztikusan megemelkedett kabinnyomás kifelé préselte. A harmadik űrhajós Chaffee a helyén ült, lényegében a protokoll szerint, mivel az ő feladata az volt, hogy vészhelyzet esetén a végsőkig a helyén ülve tartsa a kapcsolatot az irányítással. A rengeteg megolvadt nylon miatt, amely rengeteg helyen égett oda a kabinbelsőhöz, nagyjából 90 percig tartott, mire kiszabadították a holttesteket.

## Kivizsgálás
A NASA nem sokkal a baleset előtt dolgozta ki és változtatta meg saját korábbi baleset kivizsgálási procedúráját: a Gemini–8 1966. március 17-i szerencsés kimenetelű balesetét követően Robert Seamens, a NASA helyettes főigazgatója bocsátotta ki az új szabályozást 1966. április 14-én. Az új szabályok szerint a korábbi, főként a repülőgépes balesetekre íródott szabályrendszerrel ellentétben a főigazgató-helyettes kapott jogot arra, hogy válasszon a belső, vagy a független vizsgálat között a nagyobb balesetek tekintetében (a kisebbek feletti felügyeleti és döntési jog továbbra is a felelős programirodáknál maradtak). Seamens ennek szellemében elrendelte az Apollo 204 Vizsgáló Bizottság azonnali felállítását, amelynek elnökéül Floyd F. Thompsont, a Langley Kutatási Központ igazgatóját nevezte ki. A bizottság összetétele vegyes volt, szerepelt benne például Frank Borman űrhajós és Maxime Faget űrhajótervező (a Mercury és Gemini űrhajók főtervezője) a NASA-tól, de voltak jelen tagok az USAF-tól, illetve a tudományos élet területéről (pl. egyetemi vezetők). A működés első napjaiban személycserék is tarkították az érzékeny testület működését: Frank A. Long, a Cornell Egyetem professzora helyét Robert W. Van Dolah, az USA Bányászati Hivatalától vette át. A North American főmérnöke, George Jeffs is kivált a bizottságból.
Az ügy politikai érzékenysége miatt James Webb, a NASA főigazgatója a vizsgálóbizottság felállításakor azonnal egyeztetett Lyndon B. Johnson elnökkel (amely pozíció az USA-ban hagyományosan a technológiai haladásért – közte kiemelten az űrprogramokért – felelő kormányhivatalnok volt), hogy megfelel-e a vegyes bizottság és a korábban felállított kivizsgálási metódus. Webb ígéretet tett, hogy a vizsgálat beható és igazságos lesz az okok és a felelősség tekintetében, és hogy az illetékes kongresszusi képviselők is folyamatos tájékoztatást kapnak a fejleményekről.
A Bizottság első intézkedése az volt, hogy megtiltotta a CSM–012 űrhajó roncsához, annak tartozékaihoz vagy szoftvereihez való bármiféle hozzáférést mindenki számára. Ezt csak a bizottság tagjainak felügyelete alatt lehetett a továbbiakban végezni. Az űrhajót és belsejét először centiméterről-centiméterre sztereó fényképeken megörökítették, majd elrendelték a CSM–012 vizsgálatokhoz való teljes szétszerelését (ehhez Cape Canaveralre rendelték a már előrehaladott készültségi állapotban levő CSM–014 jelű másik parancsnoki modult, amelyet szintén szétszedtek, és a két űrhajó részegységeit hasonlították össze, valamint a szétszerelésnél máris használták azokat a tapasztalatokat, amiket a CSM-014-gyel szereztek). A bizottság emellett az elsők között tekintette át az űrhajósok halotti vizsgálatának jelentéseit, majd interjúkat készítettek a szemtanúkkal. A Bizottság felett álló Seamens rendszeres tájékoztatást kapott, amelyeket heti jelentésekben foglalt össze Webb főigazgató számára. A Bizottság 1967. április 5-én adta le a kész végső jelentését a baleset és okainak összegzéséről.

### A tragédia fő okai
A Thompson-bizottság jelentésében öt fő okot állapított meg a tragédia kiváltójaként, azonban egyiket sem nevezve meg kizárólagosként, inkább az okok együttes hatásának tulajdonította a bekövetkezett balesetet. A közvetlen kiváltó okot a vizsgálat során nem sikerült minden kétséget kizáróan megtalálni és megnevezni. Ezen okok a következők:
- Egy elektromos szikra, amely legvalószínűbb forrásként a „sérülékeny elektromos vezetékezésből” pattant ki, és a szintén „sérülékeny csővezetékekből” jutott éghető anyaghoz, amely a gyúlékony és korrozív hűtőfolyadékot szállította
- Az alkalmazott tiszta oxigén légkör a kabinban, amely magasabb nyomású volt, mint a kinti légnyomás
- A kabint lezáró kabinajtó, amelyet a magas nyomás miatt nem lehetett idejében kinyitni
- A kabinban széleskörűen alkalmazott gyúlékony anyagok
- A nem megfelelő vészhelyzeti felkészültség (a mentési és egészségügyi folyamatok, valamint a legénység kimenekítése terén)

#### Elektromos szikra
A tűz elsődleges kiváltó oka egy elektromos szikra volt. A vizsgálat megállapította, hogy az elektromos rendszerben 18:30:55-kor (23:30:55 UTC) pillanatnyi hibát észleltek, ez lehetett a tűz kipattanásának pillanata is. Majd a kabin vizsgálatakor néhány elektromos ívkisülés nyomát is felfedezték a belső berendezéseken. De egyetlen kiváltó szikra helyét lehetetlen volt meghatározni. A kivizsgálás annyit tudott megállapítani, hogy a szikra legvalószínűbben a padló közelében keletkezett a kabin bal alsó részében, közel az Életfenntartó Rendszer beépítési helyéhez. Innen a tűz a kabin fala mentén terjedt tovább jobb felé, a padlót viszont alig érintette. Emellett a vizsgálók találtak egy ezüst borítású rézkábelt, amelynek a szigetelése egy helyen lemállott és amely az Életfenntartó Rendszeren is keresztülfutott a középső ülés közelében. A teflon szigetelés ott sérült meg, ahol egy kis szerelőajtót nyitogattak a technikusok, és ez a nyitás-zárás kidörzsölte a szigetelést.
A vezeték ezen gyenge pontja éppen ott volt, ahol az etilénglikol hűtőcsövek egyik csatlakozási pontja, amely szintén sérülékeny volt. A vizsgálatok később – 1967. május 29-én – azt fedték fel, hogy az ezüst és az etilén folyadék között elektrolízis lépett fel, amely egy heves exoterm reakcióval járt, és amely képes volt meggyújtani az oxigéndús környezetben az etilén-glikolt. Az Illinois Műszaki Egyetemen kísérletekbe kezdtek, amelyek arra mutattak, hogy a gyulladásveszély fennállt a felhasznált ezüstözött kábeleknél, míg egy tisztán réz, vagy nikkelezett réz kábel esetén ez nem lett volna így. Később ajánlás is született a North American Aviation és a holdkomp gyártója, a Grumman felé, hogy ne használjanak ezüst vagy ezüstözött áramköri elemeket olyan helyen, ahol a közelben glikol jelenléte lehetséges.

#### Tiszta oxigén alkalmazása
A tragédia egyik fő oka a rosszul megválasztott, nagy nyomású tiszta oxigén kabinlégkör volt, amely nélkül az összes többi ok nem lett volna képes tragédiát okozni. A tiszta oxigén légkört azért alkalmazták, mert az emberi légzéshez csak erre van szükség, a nitrogénre nem, így a kabin falaira ható belső nyomás sokkal kisebb lehet – és ezáltal kevésbé robusztusra, könnyebbre tervezhető az űrhajó szerkezete –, mint amikor levegő tölti meg a kabint. A Földön az oxigén nyomása 21 kPa-t tenne ki, ennek azonban ötszörösére 115 kPa-ra emelték a nyomást, hogy túlnyomást létesítsenek. Erre azért volt szükség, hogy a kabinból a levegő nitrogénje távozzon. A túlnyomásos tiszta oxigén használatának egyetlen veszélye van, hogy rendkívüli gyúlékony és olyan anyagokat is éghetővé tesz, amelyek normál körülmények között nem azok.
A tiszta oxigén légkört a NASA alkalmazta már a Mercury és a Gemini űrhajókon is, azaz ez már bevált megoldásnak számított. Az alkalmazott folyamat szerint a kabint a start előtt túltöltötték oxigénnel, hogy a felesleges nitrogén távozzon, illetve önműködően zárja a kifelé nyíló, lényegében dugóként működő kabinajtót. Majd később a start utáni emelkedés során a nyomás fokozatosan süllyedt volna egészen 34 kPa-ig, amely az űrhajósok számára még megfelelő légzést biztosított volna. Maga az Apollo–1 legénysége is sikerrel tesztelte ezt a megoldást korábban 1966. október 18-án és 19-én Cape Canaveral vákuumkamrájában két teszt során, majd 1966. december 30-án a Wally Schirra vezette tartalék legénység is sikeres tesztet végzett ugyanitt. A vizsgálóbizottság jelentésében rögzítette is, hogy ugyanilyen körülmények között 6 óra 15 percnyi sikeres tesztet végzett a két legénység összesítve.
A tiszta oxigén légkör, mint tervezési elv, egy már-már hagyományos űrhajóépítési elgondolás volt a NASA-nál. Még a kezdetekkor, a Mercury űrhajónál úgy kezdődött a tervezés, hogy vegyes nitrogén-oxigén légkört alkalmaznak, de ezt hamar elvetették. Először is azért, mert a csökkentett nyomású oxigén atmoszféra teljesen alkalmas az emberi légzésre, miközben drasztikusan lecsökkenti az űrhajó falaira nehezedő nyomást. Másodszor pedig azért, mert a légkörben jelenlevő nitrogén jelentősen növeli a búvároknál ismert dekompressziós betegség (más néven keszonbetegség) jelenségét. A döntést végképp alátámasztotta egy baleset, amelyet a McDonnell egyik pilótája szenvedett el, amikor nitrogéndús gáz (amilyen a normál légkör is) jutott a szkafandere véletlen sérülése folytán a ruhába egy kísérlet során, és azt belélegezve alig élte túl a kísérletet. Még maga a North American is azt javasolta a NASA-nak, hogy alkalmazzanak egy nitrogén-oxigén légkört, ám az űrhivatal elutasította ezt, a tiszta oxigén légkör egyszerűbbnek és biztonságosabbnak látszott.
Ez a biztonság azonban csak látszólagos volt, mivel a tiszta oxigénes légkörrel már számos baleset fordult elő. Először 1962-ben történt baleset, amikor Dean Smith az USAF ezredese egy kollégájával a Gemini űrruhát tesztelte a San Antonió-i Brooks Légibázis magassági kamrájában, ahol ismeretlen okból tűz ütött ki, és Smith csak nagy szerencsével menekült meg. Ezt követte egy 1965-ös eset, amikor az amerikai haditengerészet két búvára egy barokamrateszt során halt meg, amikor véletlenül a kamra légkörébe tiszta oxigén jutott, és a légköri gázkeverék összetétele olyannyira eltolódott, hogy tűzveszélyessé vált, amely veszély valóra is vált. Ezután sorra következtek a balesetek – összesen öt –, amelyek ennek a megoldásnak a veszélyességére hívták fel a figyelmet.
Ugyan az amerikaiak nem tudhattak róla – lévén a szovjetek titokban tartották az erre vonatkozó információkat is –, de a szovjet űrprogramban is merültek fel hasonló balesetek az alkalmazott űrhajó kabinlégkörrel. Ezek során például 1961. március 23-án halt meg Valentyin Bondarenko űrhajós, miután részt vett egy 15 napos túlélő gyakorlaton egy oxigéndús légkörű kamrában, ahol tűz ütött ki, mindössze három héttel a később diadalt jelentő első űrhajóst a világűrbe juttató Vosztok–1 repülés előtt. A szintén hatalmas diadalt jelentő, az Alekszej Leonov első űrsétáját elhozó Voszhod–2 repülés is hasonló balesetet hozott, amikor az űrhajó egy hibás tömítés miatt elkezdte elveszteni a belső nyomást, és az űrhajósoknak csak oxigén állt rendelkezésre a pótláshoz. A kabin légkörében így egészen 45%-ig emelkedett az oxigén aránya, és az irányítás le is állította az utántöltést, emlékezvén Bondarenko halálára.
Végül érdekes párhuzam, hogy mindössze négy nappal az Apollo–1 katasztrófáját követően, 1967. január 31-én is történt egy hasonló baleset az USA-ban, amikor a Légierő két tisztje egy a katonai űralkalmazásokat gyakorolni hivatott szimulátorba nyulakat próbált elhelyezni, ám a tiszta oxigénes környezetben tűz ütött ki, és a kísérlet tragédiával végződött. Az Apollo–1 özvegyei gyásztáviratban fejezték ki részvétüket a hozzájuk hasonló sorsot elszenvedő családtagoknak.

#### Kabinajtó
A tragédiában inkább csak közvetett szerepe volt a kabinajtó kialakításának, amely végzetesen megnehezítette az űrhajósok mentését. Az Apollo-programra a tervezők megváltoztatták az űrhajó ajtajának kialakítását. Korábban kifelé nyíló, vészhelyzetben lerobbantható ajtót alkalmaztak. Ezt változtatták meg úgy, hogy az ajtó befelé nyílt, és a belső (a kintinél nagyobb) kabinnyomás a helyére préselte az ajtót, még szorosabb légmentességet biztosítva. Cserébe az ajtó nyitási folyamata bonyolultabb és lassabb lett. Normál körülmények között a startkor a túlnyomás 14 kPa-lal haladta meg a tengerszinten mért légnyomást, amely már elég volt, hogy a helyére préselje az ajtót. Vészhelyzet esetén Grissomnak kellett aktiválnia egy szelepet, amely kiegyenlítette a belső és külső légnyomást, majd az ajtó alatt ülő White nyithatta a nyitómechanizmussal az ajtót. A tűz kipattanásakor Grissom elmulasztotta, majd maga az elharapódzó tűz tette lehetetlenné a szelep nyitását. A vizsgálat azt is megállapította, hogy ugyan a normál helyzetben a szelep elégségesnek mutatkozott a nyomáskiegyenlítésére, a tűznél azonban a gyorsan drasztikusan megemelkedett, 200 kPa erősségű nyomást azonban amúgy sem lett volna képes hatékonyan kiegyenlíteni.
Eredetileg a gyártó North American a hagyományoknak megfelelő, kifelé nyíló, kirobbantható ajtót szeretett volna, de a NASA éppen a Grissommal, a Mercury–Redstone–4-en szerzett tapasztalatok alapján – amikor a véletlenül kirobbant ajtón át betóduló víz elsüllyesztette a vízre szállás után a Liberty Bell 7-et – ennek megváltoztatását kérte, így született a robbantható kivitel helyett a mechanikusan nyitható. Az Apollo-űrhajósok már a tüzet megelőzően javasolták, hogy térjenek át egy kifelé nyíló kabinajtó használatára – Deke Slayton szerint inkább a későbbi űrsétáknál jelentkező használhatósági okoknál fogva, mintsem a vészhelyzeti procedúrák miatt – és a Block II űrhajóknál már ilyet is terveztek alkalmazni.

#### Gyúlékony anyagok
A vizsgálóbizottság egy sor gyúlékony anyagot azonosított az űrhajó belsejében – a hűtőrendszer folyadékától kezdve különböző műanyagokig –, köztük olyanokat is, amelyek csak 100% oxigénkörnyezetben váltak különösen gyúlékonnyá. A legszembetűnőbb ilyen az úgynevezett Velcro, vagy tépőzár volt, amelyből összesen 3,2 m²-nyi volt a kabinban, néhány helyen szabályosan ki volt kárpitozva vele az űrhajó. A Velcro alkalmazása azért látszott jó ötletnek, mert a súlytalanságban az egyébként ellebegő dolgoknak, vagy bizonyos esetekben maguknak az űrhajósoknak a rögzítésére is tökéletesen megfelelt, ám tiszta oxigénes környezetben drasztikusan megváltozott az éghetősége, és különösen gyúlékonnyá vált. Bár korábban volt rá kifogás, sőt Joe Shea is elrendelte az eltávolítását, ám ez nem történt meg a teszt idejére.

#### Nem megfelelő vészhelyzeti felkészültség
A vizsgálóbizottság utolsó megállapítása a NASA nem megfelelő vészhelyzeti besorolására és protokolljára vonatkozott. A bizottság megállapította, hogy a teszt tervezői tévesen minősítették a tesztet nem veszélyes próbának (amelyet a 100% oxigén alkalmazása mégis azzá tett). Emellett az alkalmazott eszközök sem voltak megfelelőek, köztük a gázmaszkok, amit a mentés során viselt a mentő személyzet, sem voltak a tűz minden hatásának kivédésére alkalmasak. Emellett a teszt nem veszélyessé minősítése miatt nem voltak jelen tűzoltó és egészségügyi mentőegységek, azok csak később érkeztek a helyszínre. Végül maga a helyszín is sok olyan akadályt (lépcsőket, tolóajtókat és a megközelítést akadályozó éles fordulókat) tartalmazott, amelyek megnehezítették a sikeres mentési műveletek végrehajtását.

### Az űrhajósok haláloka
A vizsgálati jegyzőkönyv kitér – a halottkém jelentése alapján – a három űrhajós halálára. Bár Grissom testének negyedén, White testének felén és Chaffe testének negyedén is harmadfokú égések voltak láthatóak, ezek leginkább már a haláluk után keletkeztek. Azonban Grissom űrruhájának majdnem harmada elolvadt, míg White űrruhájának negyede, Chaffee-ének pedig csak kis hányada sérült végzetesen, mégis ez volt a döntő tényező. A halottkém megállapította, hogy az űrhajósok halálát hirtelen szívmegállás okozta, amelynek kiváltó oka a magas koncentrációban jelen levő szén-monoxid belélegzése volt. A légzési problémák akkor jelentkeztek, amikor a tűz átégette a létfenntartó rendszer oxigénvezetékeit, vagy az űrruhák sérültek végzetesen, és a legénység kénytelen volt belélegezni a kabin addigra mérgezővé vált légkörét.

## Politikai következmények

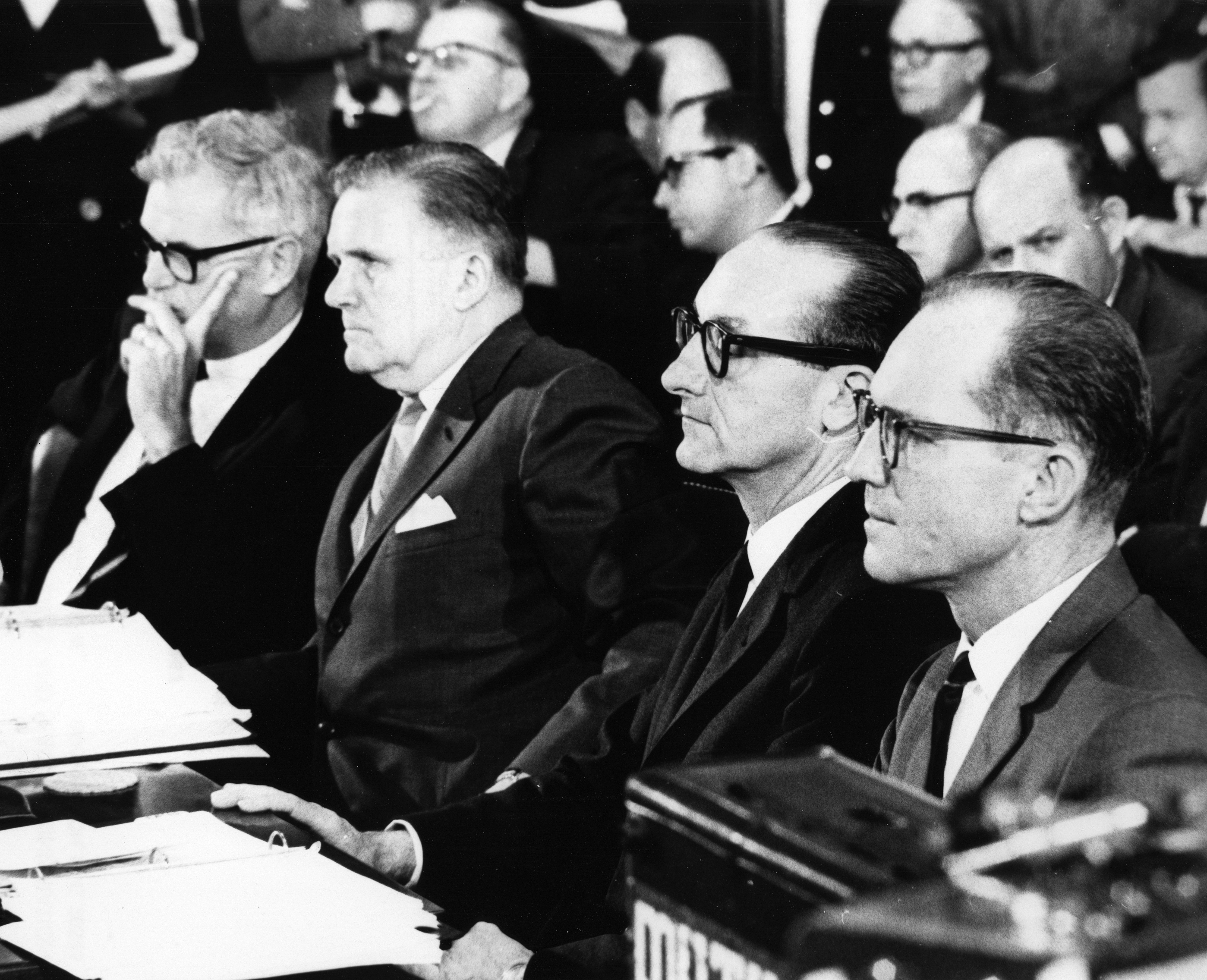
Seamans helyettes főigazgató, Webb főigazgató, Mueller az emberes űrrepülésekért felelős igazgató és Phillips az Apollo-program igazgatója egy szenátusi meghallgatáson az Apollo–1 tüzének ügyében

Az Apollo–1 katasztrófájának messze ható politikai hatásai is voltak, tekintettel arra, hogy az Apollo-program az amerikai nemzeti prioritások élén állt, és az állam jelentős anyagi forrásokat fektetett bele. Emiatt az amerikai kongresszus mindkét háza vizsgálatot indított az ügyben. Ezek legjelentősebbike a Repülési és Űrtudományok Szenátusi Bizottságának vizsgálata volt, amelynek elnöke, Clinton P. Anderson a NASA és az Apollo–program legfelsőbb vezetőit is megidézte a meghallgatásokra. James Webb, a NASA főigazgatója, Robert Seamens, a helyettes, George Mueller, az emberes űrrepülésekért felelős igazgató és Samuel Philips tábornok, az Apollo–program igazgatója sorra járultak a kongresszusi bizottság elé és próbálták menteni a menthetőt. A tét nagy volt, a legrosszabb eset nemcsak a holdra szállást, de akár az egész NASA létét fenyegette.
A vizsgálat során két korábbi (állítólagos) jelentésről folyt a vita, amelyek feltárták a munkák azon hiányosságait, melyek a tragédiához vezettek. Az egyik ilyen az úgynevezett Philips-jelentés volt. Ezt az 1967. február 27-i meghallgatáson hozta fel Walter Mondale szenátor, aki megkérdezte Webbtől, hogy van-e tudomása egy jelentésről, amely a North American tevékenységének a projekt során mutatkozó rendkívül súlyos hiányosságaira vonatkozik. Webbnek nem volt tudomása ilyenről. Később körvonalazódott, hogy Mondale értesülése Philipsnek egy 1965-ös prezentációjára vonatkozott, amelyben egy úgynevezett „Tiger team”-nek (problémás ügyeket kivizsgáló és megoldó csapatnak) összegezte a tapasztalatait, amelyeket a North Americannél szerzett az Apollo CSM és a Saturn V második fokozata, az S-II kapcsán. Ez egy szóbeli előadás volt, amelynek lényegét egy emlékeztetőben foglalta össze Philips Mueller és Seamens, valamint a North American vezetője, John L. Atwood részére. Ezt a helyenként kemény szavakat használó emlékeztetőt minősítette Mondale egy kvázi jelentésnek. A szóbeli prezentáció és a belőle született emlékeztető valóban számos komoly problémát tárt fel, ám mindez a katasztrófát jóval megelőző helyzetfelmérés volt.
A másik jelentés az úgynevezett Baron-jelentés volt. Thomas Baron, a North American korábbi alkalmazottja minőségellenőr volt különböző, de elsősorban a cég űripari részlegén végzett feladataihoz kapcsolódóan. Baron aggódott a cégnél végzett nem megfelelő minőségű munka miatt, és önszorgalomból készített egy 169 oldalas dokumentumot, amely a munkák során vétett hibákat részletezte, majd ezt kiszivárogtatta a sajtó felé. Erre válaszul a munkáltatója elbocsátotta. Amikor megtörtént a baleset, Baron 257 oldalasra hizlalta a jelentését, és eljuttatta Olin E. Teague képviselőnek, aki részt vett a kivizsgálásban Cape Canaveralen. Teague meg is hallgatta Baront, amelyről jegyzőkönyv is készült, ám végül úgy ítélték meg, hogy csak egy hírnévre vágyó, túlbuzgó ember munkájáról van szó, és nem tulajdonítottak neki több figyelmet. Baron hat nappal később egy balesetben családjával együtt meghalt.
A két jelentés együttvéve különösen rossz fénybe helyezte a North Americant, ahol a munka minősége kívánni valót hagyott maga után. A beszállítót végül maga Webb védte meg egy 1967. május 11-én kiadott dokumentumban, amelyben a gyártó 1961-es kiválasztása mellé állt, amelyet később Seamens egészített ki egy további emlékeztetővel, amelyben végigvezette a kiválasztási folyamatot. A szenátusi bizottság végül úgy zárta le a vizsgálatot, hogy a Philips-jelentés nem tett hozzá jelentős információkat, és az abban foglaltak nem járultak hozzá a katasztrófához, ezzel felmentve magát a North Americant is. Ellenzéki képviselők azonban kiegészítéseket fűztek a jelentéshez, amelyben a NASA-t hibáztatták, hogy a Philips-jelentést nem hozták korábban a szenátus tudomására. A leghangosabb kritikus Mondale egyenesen „köntörfalazással, az őszinteség hiányával, a kongresszus felé tanúsított leereszkedő stílussal és félválaszok adásával” vádolta meg az űrügynökséget. A NASA szerencséje ebben a légkörben az volt, hogy egy komoly támogatót tudhattak maguk mögött, Lyndon B. Johnson elnököt, aki a NASA feltétlen híve volt, és erőn felül támogatta Kennedy álmát, a Holdra szállást (amelyet még alelnök és a technikai haladásért felelős kormánytisztviselő korában ő maga ajánlott az elnök figyelmébe). Az elnök latba vetette valamennyi szenátusi befolyását, hogy a program folytatódhasson, és a NASA visszatérhessen a munkájához.

### Egyéb következmények
A tragédia a legnagyobb hatást az űrhajó beszállítójára, a North Americanre gyakorolta. Mindvégig hiába érveltek azzal, hogy a tüzet kiváltó fő ok, a tiszta oxigén kabinlégkör nem az ő felelősségük volt, hiszen azt tervezési alapkövetelményként kapták, és nem ők határozták meg, mégis a Philips- és Baron-jelentésekben említett minőségi, folyamatbeli problémák visszahullottak rájuk, még ha azok néha a mendemondákon alapultak is. Az eljárás végén Webb felkereste Atwoodot, a NA fejét, és ultimátumot intézett hozzá, hogy a kritikus hangok lecsendesítésének egyetlen módja van, ha bűnösként megneveznek valakit, és az meg is bűnhődik érte. Webb magát Atwoodot, vagy alternatívaként Harrison A. Storms főmérnököt jelölte meg, mint a vállalattól vezéráldozatként elbocsátandó felelőst. Atwood Stormst választotta.
Magán a NASA-n belül is sor került a személyi felelősség megállapítására, igaz sokkal kevésbé keményen. A felelősség Joe Shea, az Apollo Űrhajó Programiroda vezetője felé mutatott, aki az események hatására alkohol- és barbiturátfüggőségbe sodródott. A megroggyant mentális állapotú vezetőre Webb egyre növekvő aggodalommal tekintett, és „megkérték”, hogy vegyen ki önkéntes szabadságot, ám Shea elutasította a lehetőséget. Eközben azonban rávették, hogy egy pszichiáterrel találkozzon, aki segít neki mentálisan talpra állni. Shea egészségügyi okokra hivatkozó eltávolításának sikertelensége miatt a feljebbvalói inkább úgy döntöttek, hogy felajánlanak a menedzsernek egy új pozíciót a NASA Washington D.C.-beli főhadiszállásán, amelyet Shea elfogadott, ám fél év elteltével – úgy érezvén, hogy a pozícióval nem jár elég munka és felelősség, és igazából ez egy vakvágány számára – felmondott, és elhagyta a NASA-t.

## Továbblépés

### Az Apollo űrhajó újratervezése
A vizsgálat megállapításai alapján szükségesnek látszott az űrhajó kisebb mértékű (főként a kabinbelsőre vonatkozó) újratervezése. Emellett a North American is kapott iránymutatásokat az összeszerelési folyamatokra vonatkozóan (az összeszerelési minőség gyatra mivoltáról szóló hol erősebb, hol gyengébb szóbeszéd abban csúcsosodott ki, hogy találtak például egy bennfelejtett csőkulcsot az űrhajóban. A változtatások mégis elsősorban a kiderült hibák és azok megoldása köré csoportosultak:
- A kabinlégkör cseréje: a kabinban alkalmazott tiszta oxigént 60% oxigén és 40% nitrogén keverékére cserélték, mégpedig a tengerszinti 101 kPa nyomás mellett. A start során az emelkedés közben aztán különböző szelepeken ezt a nyomást egészen a harmadáig, 34 kPa értékig engedték süllyedni. Itt a létfenntartó rendszer megállította a nyomás süllyedését, és ezt az értéket tartotta a továbbiakban, majd lassan elkezdődött a gázkeverék tiszta oxigénre cserélése (az űr felé való kiáramlás megmaradt, de ezt a létfenntartó rendszer már tiszta oxigénnel pótolta, amíg a teljes kabinlégkör nem cserélődött oxigénre). Ezzel a metódussal kielégítően lehetett csökkenteni a tűzveszélyt és biztosítani az űrhajósok biztonságát is.[50]
- Az űrruhákon belüli légkör változatlan maradt: Az új kabinlégkörrel az emelkedés során viszonylag nagy nyomáscsökkenés jött létre viszonylag rövid idő alatt (néhány perc alatt harmadára csökkent a nyomás), ráadásul nitrogén jelenlétében, amely keszonbetegség veszélyével fenyegetett az űrhajósokra nézve, ezért az ő esetükben szükséges volt biztosítani a változatlan nyomást, változatlan gázkeverék mellett. Ezért a szakemberek amellett döntöttek, hogy az űrhajósok már a start előtt kerüljenek tiszta oxigénes környezetbe (azaz az űrruhájuk zárása után már csak ezt a gázt lélegezzék), majd amikor a nitrogén távozott a vérükből, akkor kezdődjön a beszállítási procedúra, és mire leveszik a sisakjukat, addigra a kabin légköre, valamint az űrruhában addig lélegzett gáz összetétele és nyomása egyezzen meg.[50]
- Az űrruhák anyagának lecserélése: az addig alkalmazott, még a Gemini-programból örökölt (néha Block I néven említett) űrruhák anyagát is áttervezték. A korábbi űrruhák számos része nylonból készült, ezt az anyagot az új (Block II) űrruhákon úgynevezett Beta cloth-ra cserélték, amelynek alapanyaga a műszál helyett az üvegszál volt, ezért nem volt gyúlékony, és az olvadásnak is ellenállt. Az üvegszálat ezen felül teflonnal is borították, így növelve tovább az ellenállóságát.[50]
- A kabinajtó újratervezése: az új űrhajó egy vadonatúj kabinajtót is kapott, amelynek tervezési alapelve az volt, hogy kifelé nyíljon, és öt másodperc alatt nyitható legyen. A robbanózsinóros megoldást (amely a  Mercury űrhajókon véletlen balesetet is okozott, ezért aggodalom övezte) lecserélték egy balesetbiztosabb megoldásra, amelyben egy nyomás alatt levő nitrogéntöltetű patron hozta működésbe a nyitómechanizmust.[50]
- A kabinbelső anyagainak cseréje: Annak ellenére, hogy néhány anyag csak oxigéndús légkör mellett vált gyúlékonnyá, a NASA száműzött a kabinból minden éghető és gyúlékony anyagot (különös tekintettel a Velcro-ra), helyette félig, vagy teljesen önkioltó anyagokat alkalmaztak.[50]
- A hűtőfolyadék csöveinek szigetelése: a korábban védetlen csövekben keringő hűtőközeg csövezését védőszigeteléssel látták el, illetve az ezüst, vagy származékai használatát mellőzték a forrasztásoknál, illetve a sérülékeny alumínium csövezést mindenütt rozsdamentes acélra cserélték.[50]

A változtatások nyomán megszűnt az űrhajó Block I és Block II változatokra bontása, az újratervezés, majd az azt követő gyártás nyomán létrejött a jelölés nélküli, végleges Apollo űrhajó, amellyel az egész programot végigrepülték a későbbi személyzetek. Emellett új gyártási protokollt is kiadtak a North American felé, amely kötelezővé tette a gyártási és/vagy karbantartási folyamatok dokumentálását.

### Repülések nevezéktanának megváltoztatása
Az Apollo-repülések kezdetben az AS–201, AS–202, AS–203 stb. sorozatjelölést vették fel. A tragédia után az űrhajósok özvegyei jelentkeztek a NASA-nál azzal az ötlettel, hogy az AS–204-et nevezzék el Apollo–1 jelölésre. 1967. április 24-én George Mueller, helyettes igazgató a nyilvánosságnak is bejelentette, hogy elfogadva a javaslatot, az „AS–204-et ezentúl az Apollo–1 jelölés illeti, így ez az első Apollo/Saturn repülés – amely egy földi teszt során balesetet szenvedett”. Ez aztán az egész AS jelölési sorozatot megváltoztatta. Eredetileg három repülés történt előzőleg (AS–201/202/203), amelyből azonban csak az első kettő hordozott Apollo űrhajót, így ezt tekintették a továbbiakban Apollo–2-nek és –3-nak. Majd a soron következő repülés, az AS–501, azaz a Saturn V első, még automata üzemmódban végzett repülése már eleve az Apollo–4 jelölést kapta, és a későbbi repülések követték ezt a sort egészen a program Apollo–17-tel történt lezárásáig.
Az Apollo–1 balesete egyben időt hagyott a Saturn V és a holdkomp egyébként is késéseket szenvedő fejlesztésének, amelyek így utolérhették magukat. Az Apollo–4 1967. november 9-én repült, először kipróbálva a holdrakétát, majd az Apollo–5 repült 1968. január 22-én. Utóbbi érdekessége volt, hogy az Apollo–1 felszabadult Saturn IB hordozórakétáját használták fel hozzá, amelyet a CSM–12 leszerelése után szintén leszereltek a 34-es indítóállásból, majd átszállították a 37B indítóállásba, ahonnan sikerrel startolhatott el. Grissomék tartalék legénysége végül az Apollo–7 repülésen (nem hivatalos jelzéssel AS–205-ként) tehették meg azt, ami elhunyt bajtársaik feladata lett volna. Wally Schirra, Walt Cunningham és Donn Eisele sikerrel repülték be a Holdra szánt Apollo űrhajót 1968. október 22-én.

### Szojuz–1
A Szojuz–1 útja és sorsa furcsa, tragikus párhuzamot vont a két ellenlábas nagyhatalom űrprogramjai közé. A szovjetek ugyanazt az utat járták be, mint az amerikaiak, mivel titokban ők is a Hold elérését célozták meg. Előbb Szergej Koroljov, majd annak 1966-os halála után Vaszilij Misin vezetésével az OKB–1 tervezőiroda egy óriásrakétát kezdett tervezni N1 néven, hogy elérhessék a Holdat, majd egy többszemélyes manőverező űrhajó a Szojuz fejlesztésébe is belefogott az OKB–1, amelyben elméletileg három űrhajós utazhatott volna a Holdhoz. Mivel a korábbi űrhajóval, a Voszhoddal vakvágányra futottak az oroszok a fejlesztést illetően, létfontosságú volt, hogy minél hamarabb rendelkezzenek egy új űrhajótípussal, amely képes elrepülni a Holdig és vissza (a Holdra szálláshoz lényegében az amerikaiakéval azonos koncepciót választották). Ez a rohamléptekkel fejlesztett űrhajó volt a Szojuz 7K–OK, és ennek berepülése volt a legfontosabb feladat. Az emberrel végzett első repülést három ember nélküli kísérlet is megelőzte (Koszmosz–133, Koszmosz–140A és Koszmosz–140), ám ezek egyike sem volt sikeres.
A szovjetek az új űrhajótípussal egy szimultán repülést terveztek, egyszerre repült volna a Szojuz–1 és a Szojuz–2, előbbi egy, utóbbi három utassal, majd fenn az űrben egy űrséta során ketten átszálltak volna az egyik űrhajóból a másikba (mivel összekapcsolódásra és belső átszállásra nem volt alkalmas a konstrukció), majd így szálltak volna le. A kísérletre 1967. április 23-át jelölték ki, amikor a Szojuz–1 sikeresen el is startolt Bajkonurból, fedélzetén Vlagyimir Komarov űrhajóssal. A problémák rögtön a pályára állás után megkezdődtek, az egyik napelemtábla nem nyílt ki, így csak a szükséges energia fele állt rendelkezésre, majd közel nyolc órán át nem volt rádiókapcsolat az irányítás és az űrhajó között. Amikor ki akarták próbálni a hajó manőverező képességet, ismét kudarcba ütköztek. Ezért lefújták a Szojuz–2 startját, és az űrhajó visszahozatala mellett döntöttek. A visszatérés a 18. keringésben 1 nap 2 óra 47 perc múltán történt meg, ám az ereszkedés közben végzetes hiba történt, a főernyő beszorult az ernyőházba, és nem nyílt ki megfelelően. Az űrkabin fékezés nélkül zuhant a földre Orenburg közelében, Komarov szörnyethalt.
Siker esetén a szovjetek ismét előnyre tettek volna szert az űrversenyben, ehelyett azonban az ő űrprogramjuk is – hasonlóan az Apollo–programhoz – másfél éves késedelmet szenvedett, mire a baleset okait kielemezve és javítva az azokhoz vezető folyamatokat és eszközöket, újra beszállhattak az űrversenybe.

## Az Apollo–1 emlékezete
A három űrhajós katonai tiszteletadás melletti dísztemetést kapott, sírjaik nemzeti emlékhelynek számítanak Amerikában. Grissomot és Chaffet az Arlingtoni Nemzeti Temetőben  helyezték örök nyugalomra más, katonai hősök mellett. Ed White temetésére a West Point Temetőjében került sor,  mivel White a West Point Katonai Akadémia leghíresebb végzettjei között volt. Nevük helyet kapott a Kennedy Űrközpont Merrit Island-i látogató központjában felállított Űrtükör Emlékművön, más űrhajósok nevei között, akik szolgálatteljesítés közben hunytak el.
Grissomot posztumusz tüntette ki Jimmy Carter elnök 1978. október 1-jén az Kongresszusi Űr Becsületrenddel, majd Bill Clinton adományozta ugyanezt a kitüntetést 1997. december 17-én White-nak és Chaffee-nek.
Űrhajóstársaik gesztusaként többször is emléket állítottak a Holdra eljutó űrhajósok szerencsétlenül járt társaiknak. Neil Armstrong és Buzz Aldrin az Apollo–11-en az Apollo–1 legénységi jelvényét hagyta ott emlékül az utókornak a Hold felszínén, majd az Apollo–15 legénysége, Dave Scott és Jim Irwin egy stilizált alumíniumfigurát és egy plakettet helyezett el a leszállóhely mellett, a plaketten felsorolva a szolgálatteljesítés közben elhunyt szovjet és amerikai űrhajósok neveit, köztük Grissom, White és Chaffe nevét is.

### A 34-es indítóállás
Az Apollo–1 katasztrófája szorosan kötődik a 34-es indítóálláshoz, és a NASA itt állította a legtöbb emléket elhunyt űrhajósainak. Az indítóállást egészen az Apollo–7 indításáig használta a NASA, amikor Saturn IB rakétákkal indított űrhajót a világűrbe. Ezt követően az indítóállás használaton kívül került és leszerelték. Mindössze a csak nagy nehézségek árán lebontható, megerősített vasbeton váz, illetve néhány kisebb szintén megerősített beton objektum maradt a helyén. A fennmaradt betonvázra később két emléktáblát szerelt fel a NASA, amelyek mellett az űrközpont területén végigvezető, hivatalos, a történelmi starthelyeket bemutató túra is megáll a látogatókkal. Emellett minden évben megemlékezést tartanak Grissomék halálának évfordulóján, amelyre a hozzátartozókat is meghívja a NASA.
2005 januárjában az emlékhely kibővült három gránitpaddal, melyek mindegyikére az életét vesztett három űrhajós egyikének a nevét vésték fel.

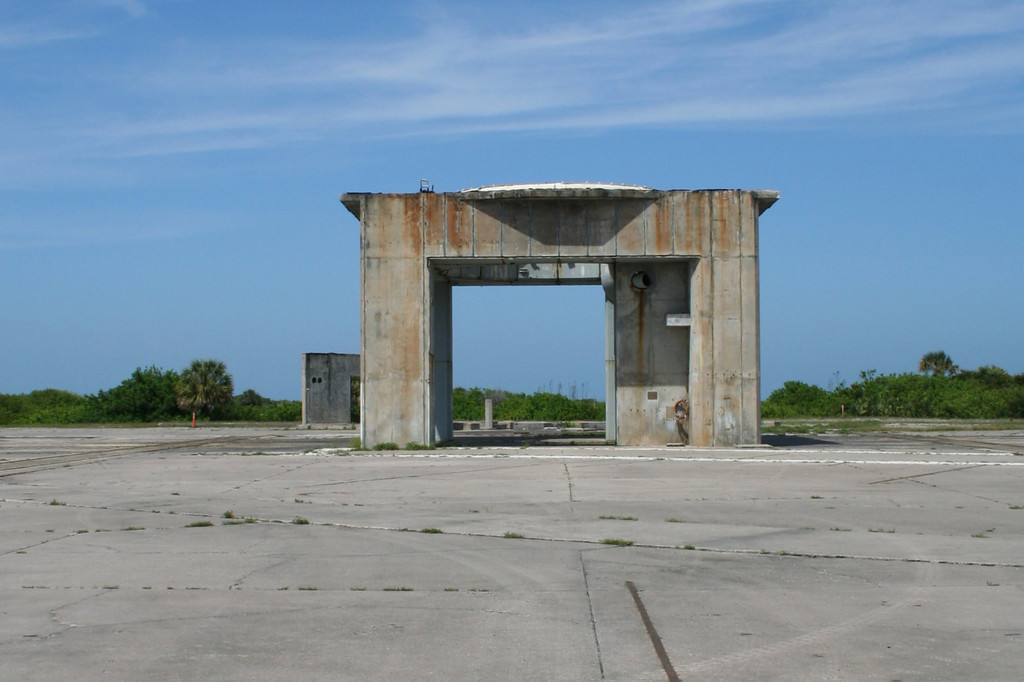
Az indítóasztal maradványai
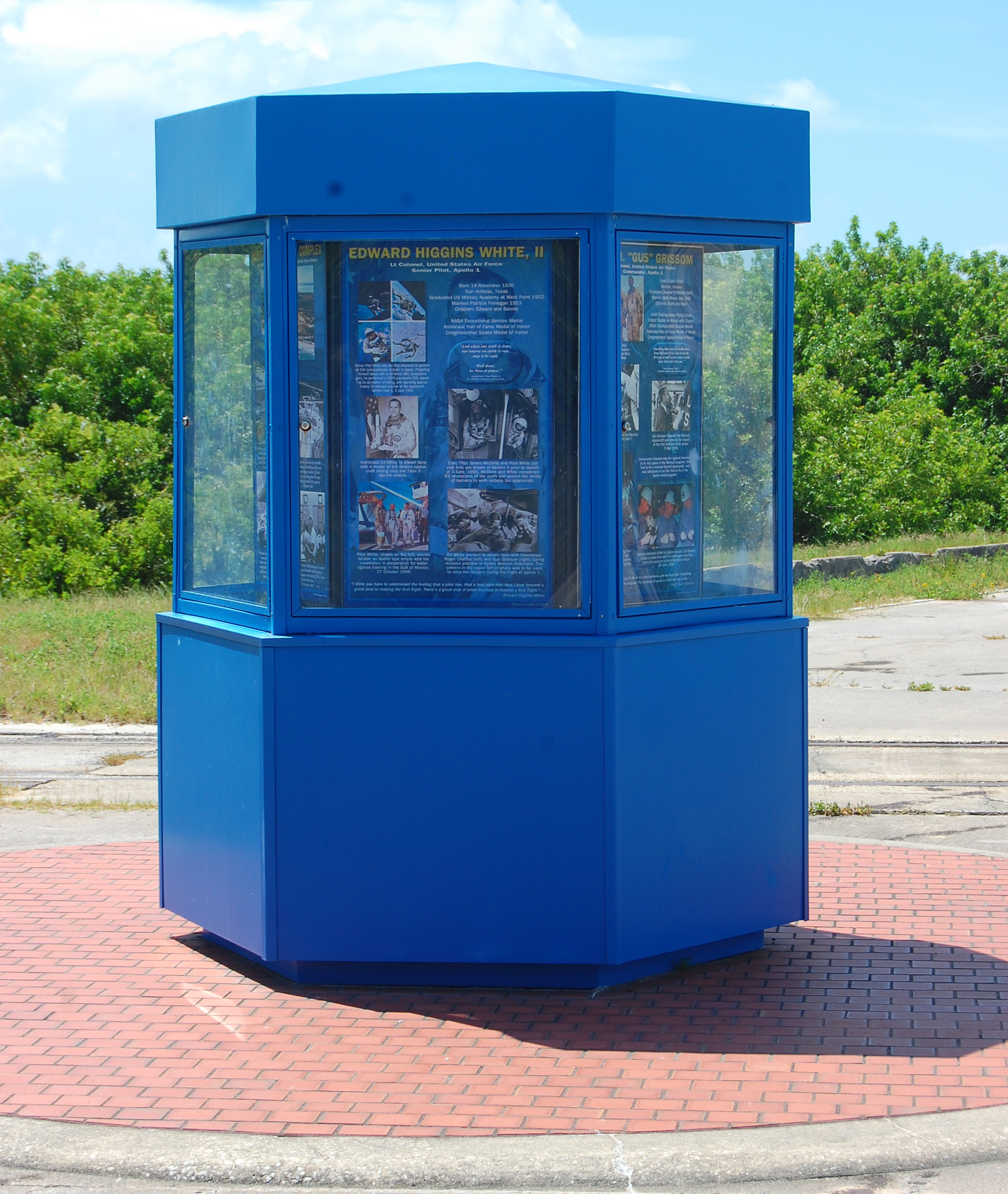
Az emlékezet kioszkja
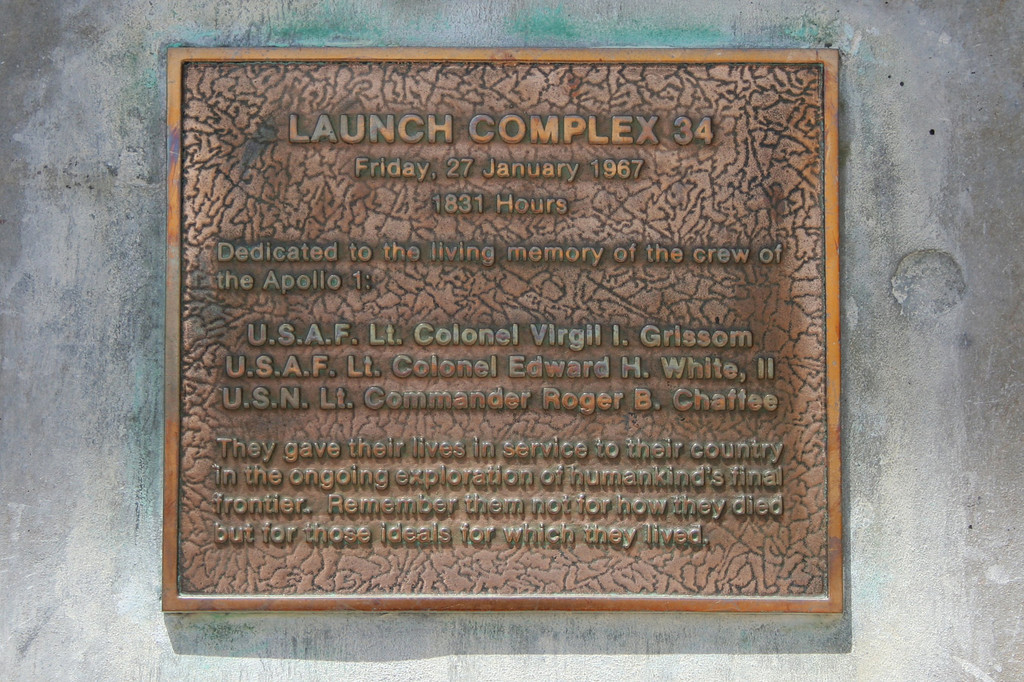
Emléktábla az indítóasztalra erősítve
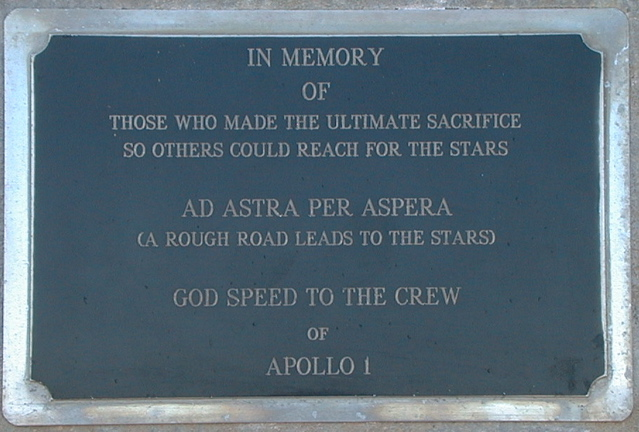
Emléktábla az indítóasztalra erősítve
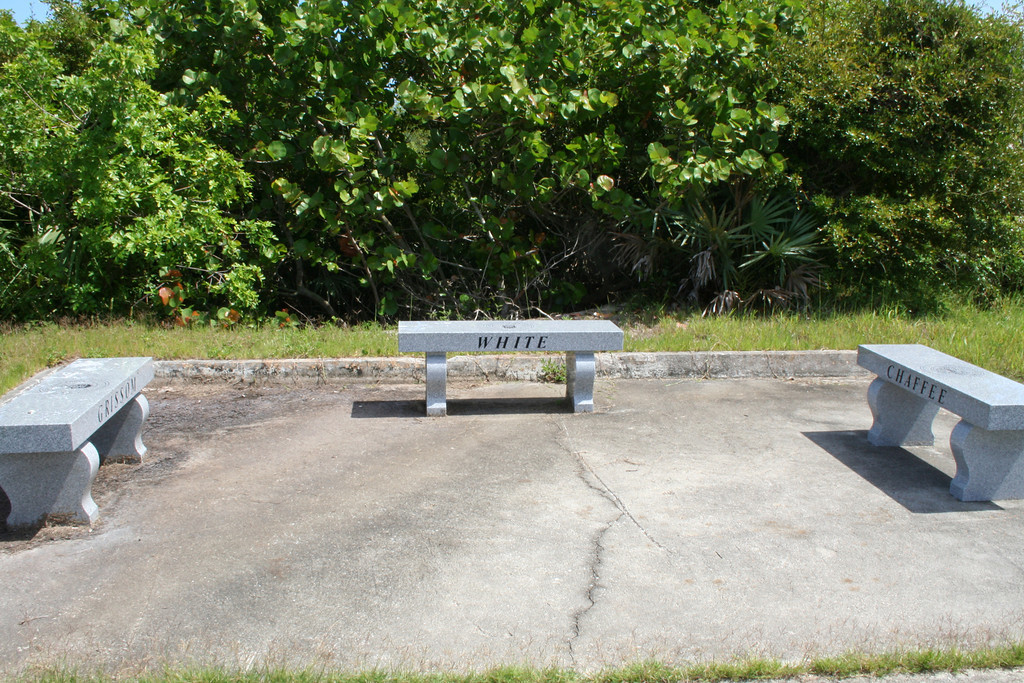
Gránitpadok az indítóállás mellett

### Csillagok, holdkráterek, marsi dombok
Az Apollo-űrhajósok a hajójuk pontos helymeghatározására hagyományosan a csillagokat használták, szextánssal mérve be a pozíciójukat néhány referenciacsillaghoz viszonyítva. A sort éppen az Apollo–1 legénysége kezdte, akik egy kissé színesítve a kiképzés egyhangúságát, viccesen a három leggyakrabban használt referenciacsillagot átnevezték. A Gamma Cassiopae neve NAVI – Grissom hivatalos keresztneve, az Ivan visszafelé betűzve – lett, az Ióta Ursae Majoris a Dnoces – Second (Kettes) szintén visszafelé betűzve Ed White üléspozíciójára utalva – illetve a Gamma Velorum a Regor – Roger Chaffe keresztneve visszafelé betűzve – elnevezést kapta. Ezeket aztán a későbbi Apollo-legénységek átvették, és széleskörűen alkalmazták munkaneveknek.

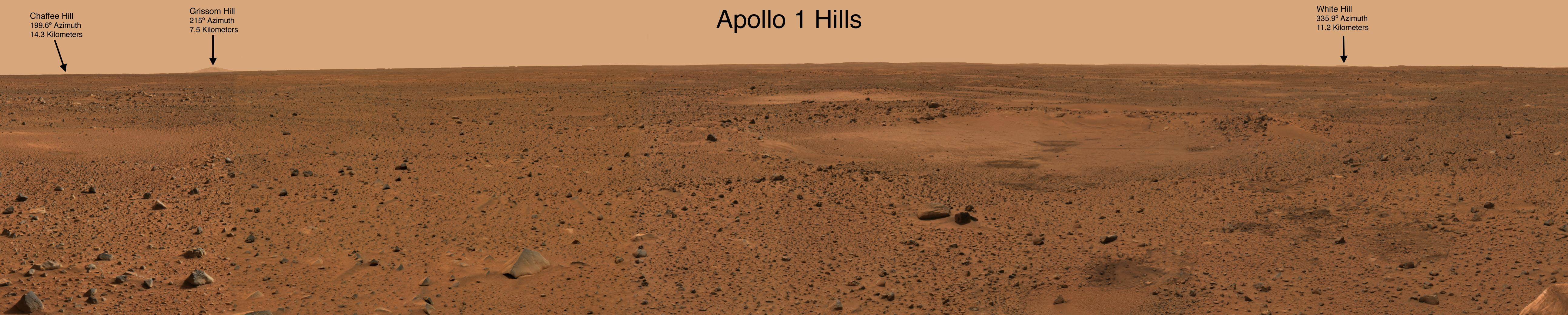
Az Apollo–1 dombok a Marson a Guszev kráterben

A Hold túloldalán három krátert neveztek el róluk, amelyek a nagy Apollo-síkságon helyezkednek el. Emellett 2004-ben, a Spirit marsjáró leszállóhelyén, a Guszev-kráterben is elneveztek három dombot az űrhajósokról, amelyeket gyűjtőnéven Apollo–1 domboknak hívnak, mindháromnak saját névadó űrhajósa is van.

### A CSM–012 maradványai

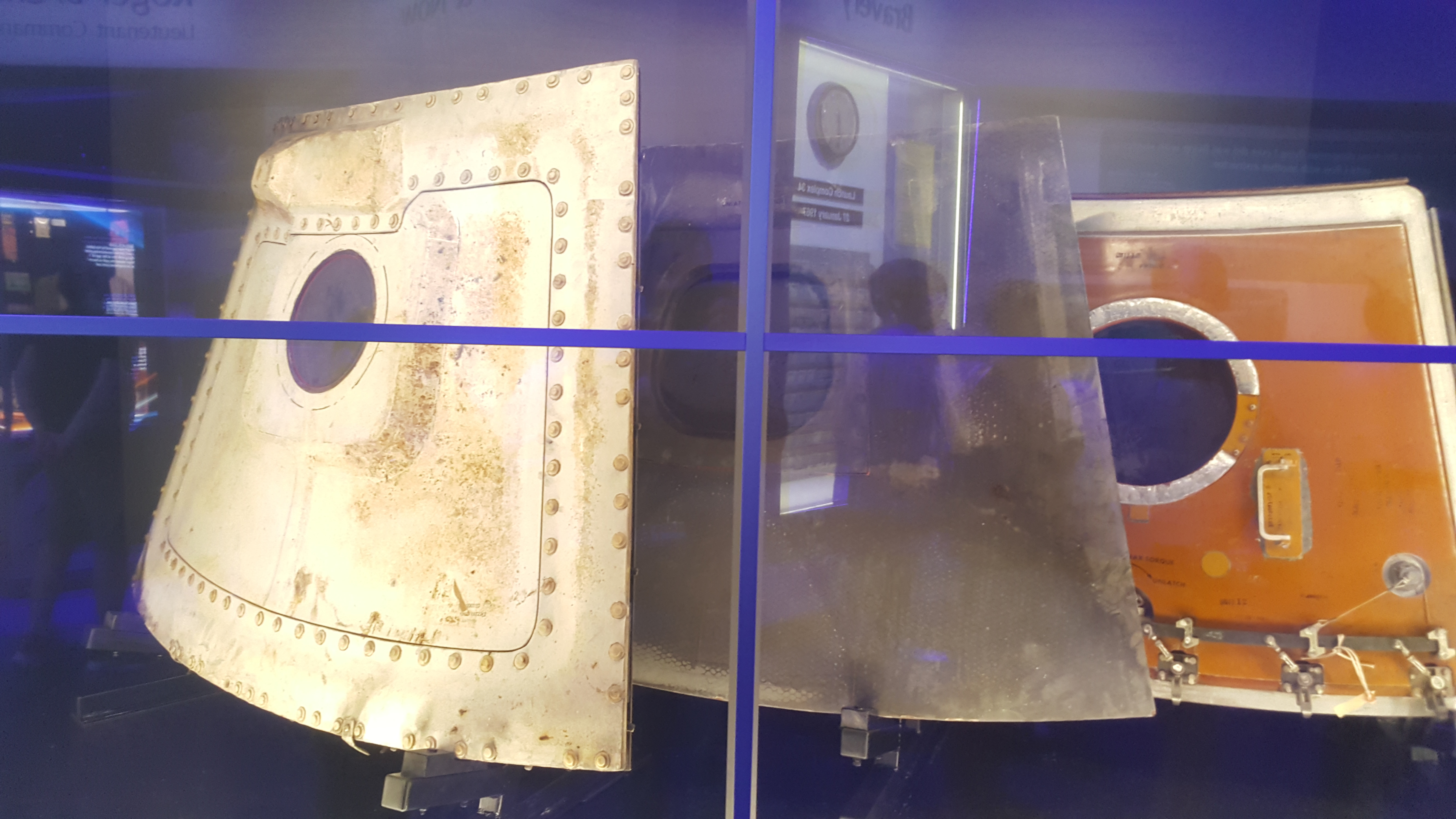
Az Apollo–1 kabinajtaja, kiállítva a Kennedy Űrközpontban

Az Apollo–1 balesetet szenvedett parancsnoki egysége a mai napig megvan, ám soha nem állították ki. A baleset után leszerelték az indítóállványról (és a Saturn IB-ről), majd egy zárt műhelybe szállították, ahol szétszerelték. A szétszerelést és a vizsgálatot követően átszállították a Langley Kutatóközpontba Virginiába, és egy őrzött raktárban helyezték el. Negyven év múltán, 2007 februárjában aztán kisebb költözés várt rá, egy új raktárba helyezték át a Langley-n belül. Ezt megelőzően néhány héttel, Grissom testvére, Lovell Grissom nyílt levélben javasolta, hogy a CSM–012-t végleges helyre kellene elhelyezni, amelyre alkalmas lenne a 34-es indítóállás, ahol bebetonozhatnák.
2017. január 27-én, a katasztrófa 50. évfordulóján a NASA a kabinajtót kiállította a Saturn V Rakéta Központban a Kennedy Űrközpont Látogató Központján belül, a Challenger és a Columbia szintén kiállított maradványai mellett.

### Megjelenése a kultúrában
Az Apollo–1 katasztrófáját több film és zenei mű is feldolgozta. Az első filmbeli megjelenése Ron Howard Apolló 13 című 1995-ös alkotása, amelynek nyitójelenete mutatja be röviden a három űrhajós katasztrófáját.
1998-ban, az HBO A végtelen szerelmesei, az Apolló-program című (angol eredeti címén: From the Earth to the Moon) sorozatában az alkotók egy teljes részt, a Tragikus kezdet című epizódot (angol eredeti címén Apollo One) szenteltek a tragédia, majd az azt követő kivizsgálási folyamat bemutatására.
Az ABC tévécsatorna 2015-ös The Astronaut Wives Club (Űrhajós feleségek klubja) sorozatának 8. és 9. epizódjában („Rendezvous” és „Abort” címen) dolgozták fel az Apollo–1 tragédia történéseit.
A legutóbbi feldolgozás a Neil Armstrong életének fontosabb állomásait bemutató Damien Chazelle-alkotás 2018-ból, Az első ember (First Man) című mozifilm, amelyben szintén feltűnik néhány jelenet erejéig a tragédia.
A tragédia a zeneipart is megihlette. Ennek alapján született 1999-ben a Baboon együttes 012 Seconds című dala a We Sing and Play című album részeként. A Public Service Broadcasting együttes 2015-ös The Race for Space albuma Fire in the Cockpit című számának szintén a tűzeset a témája.

## Fordítás
- Ez a szócikk részben vagy egészben  az   Apollo 1 című angol Wikipédia-szócikk ezen változatának fordításán alapul.  Az eredeti cikk szerkesztőit annak laptörténete sorolja fel. Ez a jelzés csupán a megfogalmazás eredetét és a szerzői jogokat jelzi, nem szolgál a cikkben szereplő információk forrásmegjelöléseként.